# 52 Dywizja Bezpieczeństwa
52 Dywizja Bezpieczeństwa (niem. 52. Sicherungs-Division) – niemiecki związek taktyczny Wehrmachtu na froncie wschodnim pod koniec II wojny światowej
Dywizja została utworzona na początku kwietnia 1944 r. w centralnym sektorze frontu wschodniego w rejonie Baranowicz z przeformowania 52 Dywizji Szkoleniowo-Polowej. Na jej czele stanął gen. mjr Albert Newiger (ostatni dowódca 52 Dywizji Szkoleniowo-Polowej). Od 5 września dowodził nią gen. por. Albrecht Baron Digeon von Monteton. Składała się z trzech pułków bezpieczeństwa (37, 88 i 611) oraz 52 Oddziału Zaopatrzenia. W lipcu dywizję przeniesiono w rejon Lipawy, gdzie wojska niemieckie zostały zablokowane przez Armię Czerwoną w tzw. Worku Kurlandzkim. 52 Dywizja Bezpieczeństwa poniosła ciężkie straty, w rezultacie czego na początku października rozformowano ją. Sztab dywizji został użyty do utworzenia komendantury twierdzy Lipawa.